# George Robert Waterhouse
George Robert Waterhouse (Camden, Londres, 6 de marzo de 1810 - Putney, 21 de enero de 1888) fue un naturalista inglés.
En 1833, Waterhouse fue elegido bibliotecario y conservador de los insectos y de los registros de la Royal Entomological Society of London.
Se convirtió conservador del museo del Zoological Society of London en 1836. Charles Darwin le confió el estudio de los mamíferos y coleópteros recogidos durante el viaje del  Beagle . En 1843 se convirtió conservador ayudante de mineralogía y geología en el British Museum, convirtiéndose en conservador jefe en 1851 con la muerte de Charles Konig. En 1857 la sección fue dividida y él fue hecho conservador de geología, un cargo que ocupó hasta 1880.
Waterhouse fue el autor de la obra A natural history of the Mammalia (1846-1848).
Era hermano de Frederick George Waterhouse, también zoólogo.

## Obra
- Catalogue of the mammalia preserved in the Museum of the Zoological Society of London. 1838–1839
- The Zoology of the Voyage of H.M.S. Beagle. Mammalia. Smith, Elder & Co., Londres 1838–1839
- The Naturalist's Library. Mammalia. Vol. XI.: Marsupialia, or Pouched Animals. W. H. Lizars, Edimburgo 1841
- A natural history of the Mammalia. 2 Bände, H. Baillière, Londres 1846-1848
- Catalogue of British Coleoptera. Taylor and Francis, Londres 1858

## Artículos en revistas (selección)
- Description of a new Genus of Mammiferous Animals from Australia, belonging probably to the Order Marsupialia. En: Transactions of the Zoological Society of London. Band 2, pp. 149–154, 1836
- Description of the larva and pupa of Raphidia ophiopsis. En: Transactions of the Royal Entomological Society of London. Band 1, pp. 23-27, Tafel 3, 1836; online
- Descriptions of some new Coleopterous Insects from the Philippine Islands, collected by H. CUMING. En: Transactions of the Entomological Society of London. Band 2, pp. 36–45, 1841 online
- Descriptions of Coleopterous Insects Collected by Charles Darwin, Esq., in the Galapagos Islands. En: Annals and Magazine of Natural History, including Zoology, Botany, and Geology. Band 16, pp. 19-41, 1845; online
- Descriptions of some new genera and species of Heteromerous Coleoptera. En: Annals and Magazine of Natural History, including Zoology, Botany, and Geology Band 16, S. 317-324, 1845; online
- Descriptions of new genera and species of Curculionides. En: Transactions of the Entomological Society of London. Band 2, pp. 179–181, 1853

## Abreviatura (zoología)
La abreviatura Waterhouse  se emplea para indicar a George Robert Waterhouse como autoridad en la descripción y taxonomía en zoología.